# 柯爾特龍騎兵型轉輪手槍
柯爾特龍騎兵型（Colt Dragoon）是由著名槍械設計師塞繆爾·柯爾特於1848年研製的.44英吋口徑轉輪手槍，該槍於1848年成為美國陸軍的制式手槍，研製該槍的目的是為了取代問題挺多的柯爾特沃克轉輪手槍（Colt Walker）。此槍雖然是在美墨戰爭後研製，但卻在南北戰爭期間才開始真正的普及起來，並在美國內戰期間投入使用。

## 概述
柯爾特龍騎兵型是最早期的轉輪手槍之一，它發射.44英吋口徑槍彈，在裝彈之前射手必需在彈巢內注入黑火藥。

## 使用國
- 美国

## 另見
- 柯爾特1851海軍型轉輪手槍
- 柯爾特單動式陸軍轉輪手槍
- M1879帝國轉輪手槍